# IC 4912
IC 4912 је спирална галаксија у сазвјежђу Октант која се налази на листи објеката дубоког неба у Индекс каталогу.
Деклинација објекта је - 77° 21' 27" а ректасцензија 20h 6m 49,7s. Привидна величина (магнитуда) објекта IC 4912 износи 14,8 а фотографска магнитуда 15,5. Налази се на удаљености од 67,113 милиона парсека од Сунца. IC 4912 је још познат и под ознакама ESO 25-16, PGC 64115.